# Почтовый (подводная лодка)
«Почтовый» — российская подводная лодка, построенная в 1906 году по проекту С. К. Джевецкого. Лодка была построена в экспериментальных целях и, несмотря на отсутствие боевой ценности, стала воплощением самого успешного проекта подводного корабля с единым двигателем для надводного и подводного хода из созданных в первой четверти XX века.

## История
Впервые с предложением о постройке подводной лодки с единым двигателем для надводного и подводного хода С. К. Джевецкий выступил в 1903 году. Отказ от подводных электродвигателей приводил к экономии места и упрощению конструкции за счёт исключения электрической движительной системы.
Проект был представлен к рассмотрению в 1905 году. Он был очень детально проработан, поэтому комиссия не только дала разрешение на постройку корабля, но издала постановление о постройке сразу двух субмарин. Первая лодка была построена на Металлическом заводе в 1906 году. 29 ноября 1906 в Кронштадте начались швартовые испытания лодки. Ходовые испытания были завершены в 1909 году, по их результатам головная лодка так и осталась единственной. Техническое задание было выполнено, но при этом отмечались существенные недостатки:
- плохая мореходность, из-за малого водоизмещения и недостаточного запаса плавучести,
- большая шумность бензомоторов,
- плохая обитаемость, в том числе вызванная несогласованностью работы механизмов, приводящей к частому изменению давления воздуха в лодке,
- сложность и недостаточная конструктивная надёжность оборудования, затруднённость обслуживания механизмов,
- плохая работа системы замещения водой израсходованных запасов топлива,
- сопутствующие трудности при обеспечении лодки запасом сжатого воздуха,
- следы выхлопных газов и масла, позволявшие легко обнаруживать лодку.

Комиссия признала опыты «далеко не законченными», а их продолжение в дальнейшем — «в высшей степени желательными».
Во время испытаний лодкой командовал лейтенант запаса А. Н. Никифораки.
В апреле 1908 года М. Н. Беклемишев (на то время председатель приемной комиссии) выступил с предложением о присвоении лодки имени «Змея» и скорейшем зачислении её в списки флота, но только 23 сентября 1908 года вышел приказ о зачислении лодки в состав Балтийского флота с присвоением имени «Почтовый» (так как лодка строилась по заказу Особого комитета, с фондами собранными на пожертвования и от почтовых служащих тоже). 17 ноября вернувшийся на действительную службу А. Н. Никифораки был назначен командиром корабля.
В 1909 году итальянский инженер Дель-Пропосто предложил российскому Морскому министерству свой проект подводной лодки с единым двигателем, при этом заявляя о новизне проекта и требуя выплаты денежных вознаграждений за использование перечисленных новшеств при постройке лодок на Балтийском заводе в течение пятнадцати лет. Итальянцу отказали. «Почтовый», обладающий теми же свойствами, в это время уже проходил морские испытания.
4 июля 1909 года «Почтовый» зачислили в Учебный отряд подводного плавания в Либаве. 9 сентября начальник учебного отряда, капитан 1-го ранга П. П. Левицкий назначил комиссию из офицеров отряда для испытаний лодки на пригодность к службе, отметил, что «Почтовый» не способен к боевым действиям и не представляет ценности в качестве учебного корабля, так как подобных лодок в составе флота нет.
10 декабря 1911 года командиром подводной лодки был назначен лейтенант А. Н. Гарсоев, в декабре 1912 года он принял командование подводной лодки «Минога».
15 декабря 1912 года командиром «Почтового» назначили лейтенанта К. Л. Соболева.
В 1912—1914 г. мичманом М. Н. Никольским были предприняты в общем удачные попытки применения в работе двигателя замкнутого регенеративного цикла обработки выхлопных газов. 19 июля 1914 года уже лейтенант Никольский получил назначение на ПЛ «Дракон» и убыл на фронт. Работы с СЭУ «Почтового» были остановлены.
Осенью 1914 года «Почтовый» участвовал в исследовании дальности подводных взрывов. Снаряды подрывались в непосредственной близости от корпуса лодки, что привело к выходу из строя части оборудования и всех его стеклянных деталей. Воздушные баллоны были демонтированы и установлены на строящиеся подводные лодки.
12 февраля 1915 года в Кронштадт прибыло предписание о демонтаже с лодки двигателей. После снятия всего ценного оборудования лодку планировалось продать на торгах.
Остов «Почтового» был разобран на металлолом в 1924 году.

## Конструкция

### Корпус
Лодка имела однокорпусную конструкцию. Корпус и прочная надстройка изготавливались из 10-мм стали и рассчитывались на погружение до глубины 30 м. Вертикальный киль из стальных 12-мм листов содержал свинцовый балласт и весил 14.5 тонн.
Переборки разделяли корпус на три отсека:
- носовой, бензиновая цистерна;
- машинное отделение и помещение экипажа;
- кормовой, масляная цистерна.

### Силовая установка
Основой концепции корабля стало использование для надводного и подводного хода одних и тех же двигателей — 130-сильных бензиновых моторов фирмы «Панар и Левассор», вращавших один четырёхлопастный гребной винт диаметром 1,3 метра. Для освещения и рулевого управления лодки использовалась энергия от двух пятисильных бензиновых динамо-машин фирмы «Панар и Левассор».
Работа в подводном положении осуществлялась при помощи запаса сжатого воздуха, хранящегося в 47 (позднее 45) стальных баллонах под давлением 200 кг/см². Ёмкость баллонов составляла ~ 10,3 м³ (около 2450 кг). Топливная цистерна имела ёмкость 3900 литров (2,5 т).
В надводном положении гребной вал вращался двумя моторами, что позволяло достичь скорости около 12 узлов. В подводном положении вращение вала обеспечивал только левый мотор, скорость подводного хода при этом составляла 5.6 узла. Удаление выхлопных газов за борт при этом производилось насосом системы Эльвиля производительностью 900 м³ в час. Насос работал от 5-цилиндрового двигателя мощностью 60 л. с. Одной из особенностей конструкционной схемы лодки стало возрастание требуемой мощности компрессора с увеличением глубины плавания. Несмотря на то, что от использования в подводном режиме движения двух двигателей изначально отказались, на испытаниях было выявлено, что при глубине превышающей 11 м компрессор переставал работать из-за недостатка мощности. В связи с этим категорически запрещалось погружение ниже этой отметки. При заглушенных двигателях лодка совершала успешные погружения на глубины до 30 м.
Батарея аккумуляторов — 6 элементов типа «Тюдор» общей ёмкостью 24 А·ч.
Дальность плавания надводная — 320 миль, подводная — 28 миль. Запас питьевой воды 50 л.

### Размещение экипажа
Экипаж лодки состоял из командира, помощника командира, двух рулевых, минного офицера, двух минных машинистов, четырёх машинистов. Внутрилодочное пространство было очень стеснённым. Камбуз отсутствовал, а электроэнергии не хватало на отопление корабля. Скачки давления при работе механизмов обусловили строгий отбор подводников для службы на «Почтовом»: отбирались моряки с «безукоризненными» верхними дыхательными путями и барабанными перепонками. Для отдыха матросов и машинистов предназначались четыре койки над масляной цистерной в кормовой части. Приятной особенностью «Почтового» была хорошая вентиляция: воздух менялся до четырёх раз в час. Неприятной же — отсутствие штатного гальюна. Содержание углекислого газа не превышало 0,8 %.

## Вооружение
«Почтовый» был вооружён четырьмя торпедами, размещёнными вне корпуса в решётчатых торпедных аппаратах конструкции Джевецкого. Впоследствии два аппарата были демонтированы.

## Сравнительная оценка
«Почтовый» стал первым кораблём, подтвердившим возможность подводного плавания с единой энергетической установкой. В отличие от более ранних проектов, как отечественных, так и зарубежных, «Почтовый» был признан удачным кораблём. Председатель Морского технического комитета А. Н. Крылов отметил корабль как удачный опыт, который «необходимо развивать». Уже при постройке «Почтового» С. К. Джевецкий работал над усовершенствованным проектом лодки с единым двигателем, используя дизель вместо бензинового двигателя, предусмотрев ёмкость для сбора выхлопных газов при движении на предельной глубине и введя небольшой электродвигатель для режима экономичного хода. Работы по созданию единого двигателя для подлодок в дальнейшем проводились мичманом М. Н. Никольским.

## Современный статус
Концепции, разработанные в «Почтовом», в СССР сперва нашли продолжение в двух экспериментальных лодках, построенных в 1930-х годах, а затем привели к строительству серии из 29 лодок проекта А615, также отличавшихся высокой шумностью, и, вдобавок, пожароопасностью.